# Hedwig von Sachsen (1445–1511)
Hedwig von Sachsen (* 31. Oktober 1445 in Meißen; † 13. Juni 1511 in Quedlinburg) war eine Prinzessin von Sachsen und 26. Äbtissin des Reichsstiftes von Quedlinburg.

## Leben

### Herkunft und Familie
Hedwig war das jüngste Kind des Kurfürsten Friedrich II. von Sachsen (1412–1464) aus dessen Ehe mit Margarete (1416/7–1486), Tochter des Herzogs Ernst von Österreich. Über ihre Mutter war sie eine Nichte des Kaisers Friedrich III., ihre Brüder Albrecht und Ernst sind die Begründer der albertinischen und ernestinischen Linie des sächsischen Hauses; ihre Schwester Anna war seit 1470 Kurfürstin von Brandenburg und ihre Schwester Amalia Herzogin von Bayern-Landshut.

### Äbtissin von Quedlinburg
Hedwig wurde 1457 Kanonissin in Quedlinburg und als 12-Jährige vom Kapitel ein Jahr später zur Nachfolgerin der 1458 gestorbenen Anna I. zur Äbtissin gewählt. Papst Calixt III. bestätigte die Wahl 1458 unter der Bedingung, dass Hedwig bis zu ihrem 20. Lebensjahr unter der Vormundschaft ihres Vaters und einer Stiftsdame fungieren solle. 1465 wurde sie durch Kaiser Friedrich III. mit den Regalien belehnt und regierte selbstständig.

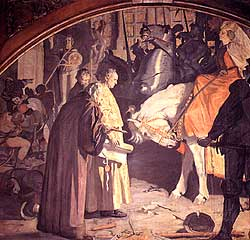
Unterwerfung der Stadt Quedlinburg vor Äbtissin Hedwig 1477, Gemälde aus dem 19. Jahrhundert

Im Jahr 1460 begannen Auseinandersetzungen mit der Stadt Quedlinburg, die 1426 der Hanse beigetreten war und danach strebte, freie Reichsstadt zu werden und sich von der Oberhoheit des Stiftes zu lösen. Die Streitereien entbrannten um irrtümlich gefälltes Holz aus dem Wald des Reichsstifts und weiteten sich auf Mühlen, Münzprägung, den Schutz der Juden und Fischereirechte aus. Nach Schlichtung durch Hedwigs Vater und den Bürgermeister von Halberstadt entzündete sich der Konflikt 1474  erneut um Vogteirechte. Mit Unterstützung ihrer Brüder erreichte Hedwig die Bestätigung der Vogteirechte durch den Kaiser 1475. Gebhard von Hoym, Bischof von Halberstadt und bisheriger Inhaber der Vogteirechte, protestierte beim Papst und die Stadt Quedlinburg schloss 1475 ein Schutzbündnis mit den Braunschweiger Herzögen.
Nach dem Verstreichen eines Schlichtungstermins bereitete sich die Bürgerschaft, unterstützt durch den Halberstädter Bischof, auf einen militärischen Einfall vor und stellte eine Truppe von 200 Mann auf, die versuchte, die Äbtissin gewaltsam zu vertreiben. Am 24. Juli 1477 eroberten sächsische Truppen der Brüder Hedwigs mit 400 Reitern und 200 Mann Fußvolk die Stadt. Quedlinburg unterwarf sich schließlich am 9. August 1477 der Äbtissin und hatte jährliche Reparationsleistungen und einen Betrag zum Wiederaufbau des Schlosses zu zahlen. Die Stadt verlor ihre Autonomie, der Roland wurde gestürzt, Quedlinburg hatte aus der Hanse und allen Schutzbündnissen auszutreten und der Äbtissin Erbhuldigung zu leisten. Ohne Einwilligung der Äbtissin konnte die Stadt weder einen Rat, noch einen Stadthauptmann wählen oder die Stadtbefestigung ausbessern. Die Stadtentwicklung erlitt einen entscheidenden Rückschlag; in den kommenden Jahrhunderten blieb Quedlinburg eine kleine Ackerbürgerstadt.
Im Frieden mit dem Bischof von Halberstadt erhielt Hedwig die Vogtei und die Rechte an Groß-Ditfurt zugesprochen. Die Vogteirechte übertrug Hedwig zum Dank 1479 an ihre Brüder Albrecht und Ernst.
In ihren letzten Amtsjahren versuchte Hedwigs Neffe Ernst, Erzbischof von Magdeburg, als Administrator von Halberstadt, die schutzherrschaftlichen Ansprüche seiner Vorgänger durchzusetzen. Ihm gelang es dabei, den Papst Julius II. als Verbündeten zu gewinnen, der Hedwig mit dem Kirchenbann drohte. Hedwig galt als streng und ernsthaft, aber auch fromm und wohltätig. Von Kaiser Friedrich III. wurde sie in den Kannenorden aufgenommen. Hedwig ist in der Stiftskirche St. Servatius in Quedlinburg bestattet.

## Vorfahren
| Ahnentafel Hedwig von Sachsen | Ahnentafel Hedwig von Sachsen                                                                        | Ahnentafel Hedwig von Sachsen                                                                        | Ahnentafel Hedwig von Sachsen                                                                        | Ahnentafel Hedwig von Sachsen                                                                        | Ahnentafel Hedwig von Sachsen                                                       | Ahnentafel Hedwig von Sachsen                                                     | Ahnentafel Hedwig von Sachsen                                                     | Ahnentafel Hedwig von Sachsen                                                     |
| ----------------------------- | --- | --- | --- | --- | ----------------------------------------------------------------------------------- | --------------------------------------------------------------------------------- | --------------------------------------------------------------------------------- | --------------------------------------------------------------------------------- |
| Ururgroßeltern                | Markgraf Friedrich II. (1310–1349) ⚭ 1328 Mathilde von Bayern (1313–1346)                            | Heinrich VIII. von Henneberg-Schleusingen Jutta von Brandenburg                                      | Herzog Magnus II. (1324–1373) Katharina von Anhalt-Bernburg                                          | Wartislaw VI. (1345–1394) ⚭ 1363 Anna von Mecklenburg-Stargard                                       | Herzog Albrecht II. von Österreich (1298–1358) ⚭ 1324 Johanna von Pfirt (1300–1351) | Bernabò Visconti (1323–1385) ⚭ 1350 Beatrice della Scala (–1384)                  | ?                                                                                 | Algirdas (1296–1377) ⚭ um 1350 Juliana Aleksandrovna Tverskaja (~1330–~1392)      |
| Urgroßeltern                  | Markgraf Friedrich III. (1332–1381) ⚭ 1346 Katharina von Henneberg (1334–1397)                       | Markgraf Friedrich III. (1332–1381) ⚭ 1346 Katharina von Henneberg (1334–1397)                       | Herzog Heinrich I. zu Braunschweig-Lüneburg (1355–1416) Sophie von Pommern (1370–1406)               | Herzog Heinrich I. zu Braunschweig-Lüneburg (1355–1416) Sophie von Pommern (1370–1406)               | Herzog Leopold III. (1351–1386) ⚭ 1365 Viridis Visconti von Mailand (1350–1414)     | Herzog Leopold III. (1351–1386) ⚭ 1365 Viridis Visconti von Mailand (1350–1414)   | Ziemowit IV. Alexandra von Litauen                                                | Ziemowit IV. Alexandra von Litauen                                                |
| Großeltern                    | Kurfürst Friedrich I. von Sachsen (1370–1428) ⚭ 1402 Katharina von Braunschweig-Lüneburg (1395–1442) | Kurfürst Friedrich I. von Sachsen (1370–1428) ⚭ 1402 Katharina von Braunschweig-Lüneburg (1395–1442) | Kurfürst Friedrich I. von Sachsen (1370–1428) ⚭ 1402 Katharina von Braunschweig-Lüneburg (1395–1442) | Kurfürst Friedrich I. von Sachsen (1370–1428) ⚭ 1402 Katharina von Braunschweig-Lüneburg (1395–1442) | Herzog Ernst der Eiserne (1377–1424) ⚭ 1412 Cimburgis von Masowien (1394/97–1429)   | Herzog Ernst der Eiserne (1377–1424) ⚭ 1412 Cimburgis von Masowien (1394/97–1429) | Herzog Ernst der Eiserne (1377–1424) ⚭ 1412 Cimburgis von Masowien (1394/97–1429) | Herzog Ernst der Eiserne (1377–1424) ⚭ 1412 Cimburgis von Masowien (1394/97–1429) |
| Eltern                        | Kurfürst Friedrich II. (1412–1464) ⚭ 1431 Margaretha von Österreich (1416–1486)                      | Kurfürst Friedrich II. (1412–1464) ⚭ 1431 Margaretha von Österreich (1416–1486)                      | Kurfürst Friedrich II. (1412–1464) ⚭ 1431 Margaretha von Österreich (1416–1486)                      | Kurfürst Friedrich II. (1412–1464) ⚭ 1431 Margaretha von Österreich (1416–1486)                      | Kurfürst Friedrich II. (1412–1464) ⚭ 1431 Margaretha von Österreich (1416–1486)     | Kurfürst Friedrich II. (1412–1464) ⚭ 1431 Margaretha von Österreich (1416–1486)   | Kurfürst Friedrich II. (1412–1464) ⚭ 1431 Margaretha von Österreich (1416–1486)   | Kurfürst Friedrich II. (1412–1464) ⚭ 1431 Margaretha von Österreich (1416–1486)   |
| Hedwig von Sachsen            | | | | |                                                                                     |                                                                                   |                                                                                   |                                                                                   |